# Kusterdingen
Kusterdingen – miejscowość i gmina w Niemczech, w kraju związkowym Badenia-Wirtembergia, w rejencji Tybinga, w regionie Neckar-Alb, w powiecie Tybinga. Leży ok. 3 km na wschód od Tybingi.